# 塔特拉山脈國家公園

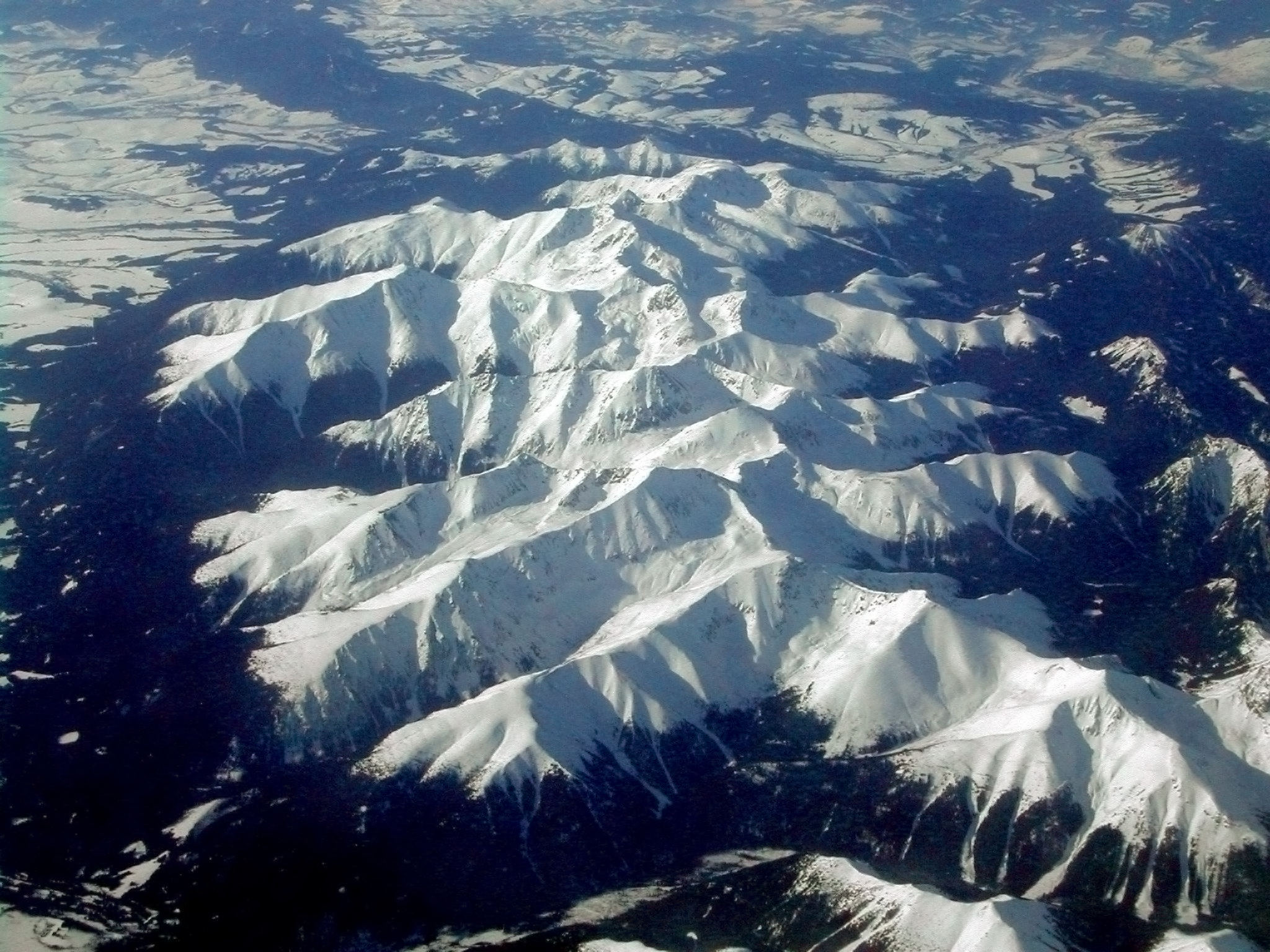

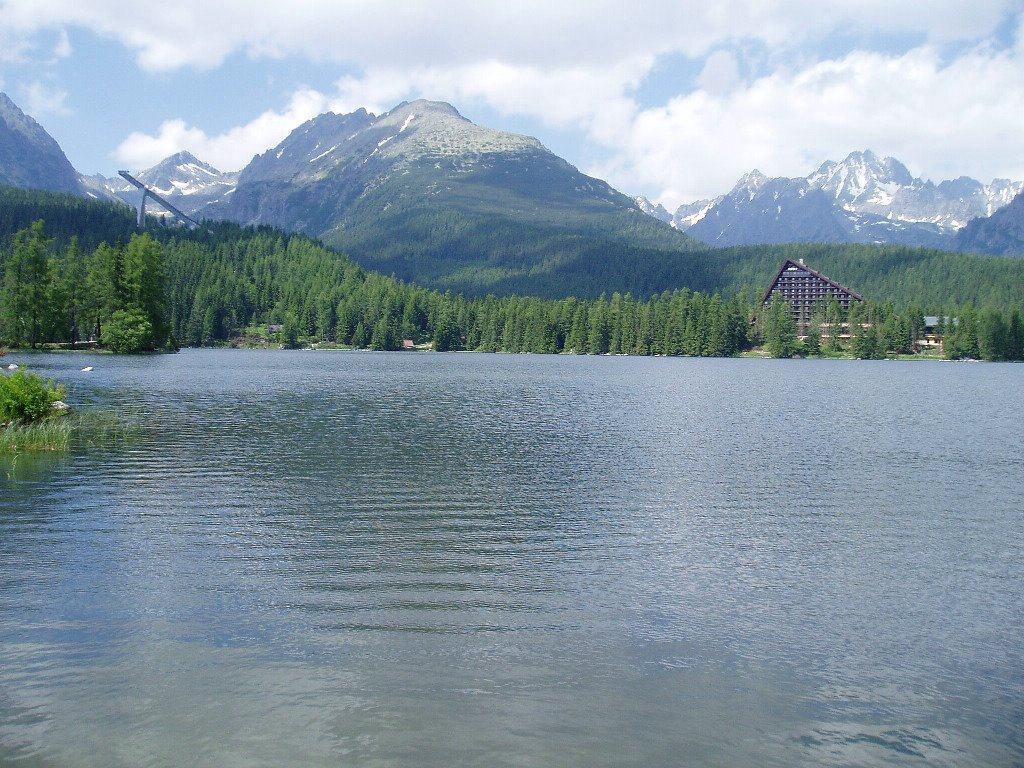

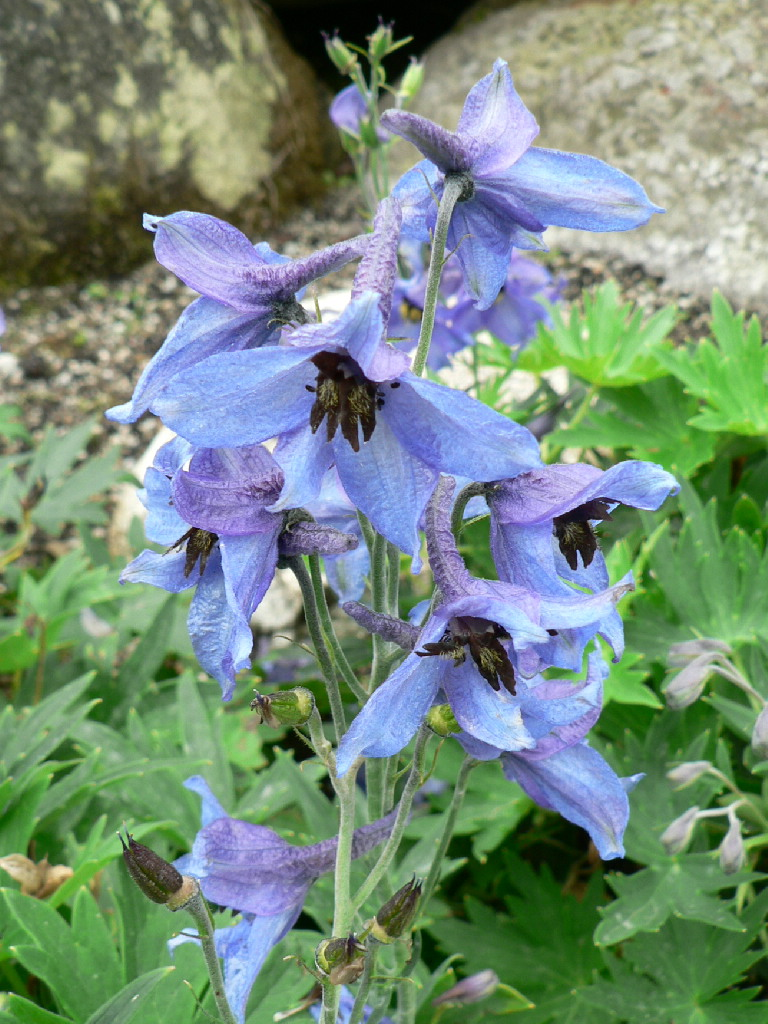

塔特拉山脈國家公園是斯洛伐克的國家公園，位於該國中北部塔特拉山脈，橫跨日利納州和普列索夫州，始建於1949年1月1日，面積738平方公里。

## 外部連結
- Tatra National Park Administration official website （页面存档备份，存于）
- Tatra National Park travel guide
- Tatra National Park at Slovakia.travel